# Cantonul Montauban-5
Cantonul Montauban-5 este un canton din arondismentul Montauban, departamentul Tarn-et-Garonne, regiunea Midi-Pyrénées, Franța.

## Comune
- Montauban (parțial)